# Interlink Airlines
Interlink Airlines — бывшая южноафриканская авиакомпания со штаб-квартирой в Йоханнесбурге (ЮАР), работавшая на рынке регулярных и чартерных пассажирских перевозок по всему африканскому континенту, а также обеспечивавшая перевозку VIP-персон и бригад скорой медицинской помощи (санитарная авиация). Расформирована в январе 2010 года.
Портом приписки авиакомпании и её главным транзитным узлом (хабом) являлся Международный аэропорт имени О. Р. Тамбо в Йоханнесбурге.

## История
Авиакомпания Interlink Airlines была основана в 1997 года и начала операционную деятельность в конце того же года. Маршрутная сеть перевозчика распространялась на аэропорты ЮАР, Бурунди (Бужумбура) и Саудовской Аравии (Джидда). Компания активно занималась чартерными перевозками по заказам туристических агентств, коммерческих предприятий, а также работала в области санитарной авиации по договорам с правительственными структурами.

## Маршрутная сеть
В октябре 2009 года маршрутная сеть регулярных пассажирских перевозок авиакомпании Interlink Airlines включала в себя следующие пункты назначения:
Внутренние
- Кейптаун
- Дурбан
- Йоханнесбург
- Национальный парк Крюгер
- Претория (Аэропорт Уандербум)

Международные
- Бужумбура
- Джидда

## Флот
По состоянию на 16 августа 2009 года воздушный флот авиакомпании Interlink Airlines составляли следующие самолёты:
- 4 Boeing 737-200 (в лизинге из авиакомпании Safair)

В августе 2009 года средний возраст воздушных судов перевозчика составлял 24,9 лет .